# Урожай (Магритт)
«Урожай» (фр. La moisson) — картина бельгийского художника Рене Магритта, созданная в 1943 году. Магритт причисляется к представителям сюрреализма и прежде всего известен как автор остроумно-иронических и вместе с тем философских, а также поэтически-загадочных картин. С наступлением Второй мировой войны и оккупации Бельгии он отказывается от сделавшей его знаменитым представителем авангарда манеры и начинает работать в новой — яркой, прихотливой и жизнерадостной. После ряда поражений германских войск он проникся убеждённостью в неизбежности победы над фашизмом и правильности выбора своей оптимистичной стилистики, проникнутой влиянием импрессионизма. В 1943 году, находясь под впечатлением от работ позднего периода Огюста Ренуара и, в частности, его «Купальщиц», Магритт создаёт своё полотно «Урожай», являющееся одной из наиболее известных работ в стиле «периода Ренуара». На яркой, выполненной в размытых тонах картине представлена возлежащая на спине обнажённая женщина, части тела которой выполнены в различных цветах. Работа находилась в частных руках более пяти десятилетий, пока в 1996 году по завещанию Ирен Скутенер-Гамуар не была передана в брюссельский Музей Магритта.
В новой стилистике Магритт работал до весны 1947 года, создав в этом направлении около 70 картин и множество рисунков, а после войны теоретически обосновал его в своём манифесте. Однако его живопись этого периода подверглась критике и плохо продавалась. Под влиянием этих факторов он вновь поменял на некоторое время свою манеру, а позже вернулся к своей более традиционной.

## История создания
Рене Магритт — бельгийский художник, причисляемый к сюрреалистам. Однако сам он относил своё творчество к «магическому реализму» и имел собственную оригинальную концепцию сюрреализма. Прежде всего Магритт известен как автор остроумных, иронических и вместе с тем философских, а также поэтически загадочных картин. 15 мая 1940 года, через пять дней после германского вторжения и последовавшей за этим оккупации Бельгии во время Второй мировой войны Магритт, опасаясь преследований за свои левые взгляды и являясь по нацистской классификации представителем «дегенеративного искусства», покидает Брюссель и с несколькими друзьями — Луи Скутенером, его женой Ирен Амуар и супругами Юбак — с трудом добирается через Лилль в Париж. В Бельгии осталась его жена Жоржетта Бергер, которая не смогла покинуть страну по семейным обстоятельствам. В столице Франции ему удалось продать одну из своих картин Пегги Гуггенхайм, известной американской галеристке, меценату и коллекционеру искусства. На вырученные деньги художник со своими друзьями-эмигрантами отправился на юг Франции, в Каркасон, где они сняли дом. Уже в июне 1940 года Магритт твёрдо решил вернуться к жене, но в связи с оккупацией Франции это несколько месяцев ему не удавалось. В августе того же года он наконец получил разрешение и смог вернуться в Брюссель, оккупированный немцами. Несмотря на тяготы военного времени, арт-рынок продолжал функционировать. Магритт и его друзья-единомышленники встречались почти еженедельно и уезжали отдыхать на побережье. В 1944 году в одном из писем художник писал: «Итак, я нахожу убежище в идеальном мире искусства. Вы мне скажете, идеалистическая позиция. Ну ладно. Но в конце концов, это всего лишь способ развлечься, а это главное». Чем навязчивее становится реальность, — продолжал он свою мысль, — тем меньше он сопротивляется тому, чтобы как можно дальше от неё сбежать.
Немецкая оккупация стала поворотным моментом в моём искусстве. До войны мои картины выражали тревогу, но опыт войны научил меня, что в искусстве важно выражать очарование. Я живу в очень неприятном мире, и моя работа задумана как контрнаступление.
Во время войны Магритт меняет цветовую гамму и стилистику своих картин, приближаясь к манере импрессионистов и, прежде всего, Огюста Ренуара: художник считал важным взбодрить людей и вселить в них надежду. Для этого периода характерен воздушный стиль, сюжеты теряют свою мрачность, становятся веселее. На его полотнах представлены «букеты цветов, русалки, цветочные пейзажи». В феврале 1945 года, после освобождения Бельгии, Магритт писал своему знакомому художнику Полю Бюри, что после начала войны его не покидало сильное желание выйти на «новый уровень поэтичности», которая бы очаровывала и давала утешение: «Пусть теперь другие пугают, тревожат и озадачивают, как это когда-то делал я».
В связи с влиянием французского мастера полотна художника относят к «периоду Ренуара» (фр. Période Renoir). Одной из наиболее известных картин этого направления является «Урожай» (фр. La moisson), созданная в 1943 году. Она была создана под влиянием «Купальщиц» (1918—1919) Ренуара. Марсель Мариен, бельгийский художник, опубликовавший первую монографию о бельгийском сюрреализме и близко знакомый с Магриттом, писал, что картина родилась после просмотра книги об импрессионизме. Под впечатлением от неё Магритт решил написать полотно, посвящённое одной из купальщиц Ренуара, при этом в его варианте каждая конечность женщины должна была быть разного цвета. По словам Мариена, Магритт не ограничился только своей трактовкой фигуры купальщицы, он также ещё освоил и художественный стиль Ренуара, применяя тактильные, закрученные, «неидеальные» мазки, нехарактерные ранее для его творчества.
После Сталинградской битвы художник стал ещё более убеждён в победе над нацизмом и утвердился в желании писать жизнерадостные картины. Магритт видел себя пророком счастья, в некотором роде заново открывая мир, и изменил свой стиль. Художник культивировал его в своём творчестве до весны 1947 года, создав в этом направлении около 70 картин, множество рисунков и иллюстраций, а после войны теоретически его обосновал. Свою новую концепцию он назвал «солнечный сюрреализм» (фр. Le Surréalisme en pleine soleil). В письме к Андре Бретону он объявляет даже новую эпоху — «солнечный период» (фр. Période solaire) — и направляет ему свой «Манифест сюрреализма в солнечном свете» (фр. Manifeste pour un Surréalisme en plein soleil). Однако лидер сюрреализма отрицательно отнёсся к таким новациям, как и ряд других его единомышленников, поклонников творчества Магритта, в том числе коллекционеры, и даже жена Жоржетта. После этого художник выработал новую манеру, которую назвал французским словом vache — «корова». После работ в этой стилистике живописец снова вернулся к более традиционной своей манере, часто возвращаясь и обыгрывая идеи прежних своих произведений, которые ранее сделали его знаменитым представителем авангардизма.

## Описание
На картине представлена возлежащая на спине обнажённая женщина, части тела которой выполнены в различной цветовой палитре. Правая рука и голова выписаны в красных тонах, левая рука, откинутая за голову, — в зелёных. Её торс фиолетовый, левая нога жёлтая, а правая — синяя. На заднем плане изображены в размытых, светлых тонах пёстрый пейзаж и небо. Американский искусствовед, куратор выставок и историк искусства Эбигейл Соломон-Годо писала, что несмотря на то, что Магритт признавал влияние на него только живописи Джорджо де Кирико, в этой картине отчётливо чувствуются отзвуки поздних работ Ренуара. По её мнению, это полотно Магритта «с его арлекинскими разноцветными конечностями, туловищем и головой, гораздо ближе к пародии, чем к стилизации». Размеры полотна 59,7 x 80 см. Подпись справа внизу: Magritte; название на обороте холста, вверху справа: «LA MOISSON».

## Местонахождение
Картина находилась в частных руках более пяти десятилетий, пока в 1996 году по завещанию Ирен Скутенер-Гамуар, подруги художника, не была передана в брюссельский Музей Магритта (фр. Musée Magritte), который входит в комплекс Королевских музеев изящных искусств и был открыт в 2009 году в здании отеля Антенлох. Там же хранится и этюд к картине, размеры которого составляют 24,6 x 47,5 см, также завещанный музею Скутенер-Гамуар. «Урожай» Магритта часто экспонируется в составе выставок в других музеях.